# UA Maracaibo
Unión Atlético Maracaibo jest wenezuelskim klubem piłkarskim z siedzibą w mieście Maracaibo.

## Osiągnięcia
- Mistrz Wenezueli: 2004/05
- Wicemistrz Wenezueli (3): 2002/03, 2005/06, 2006/07

## Historia
Klub Unión Atlético Maracaibo założony został 16 stycznia 2001 roku i gra obecnie w pierwszej lidze wenezuelskiej Primera división venezolana. Stadion klubowy Estadio José Pachencho Romero zbudowany został w 1968 i oddany z do użytku w roku 1969. Ma wymiary 105 x 64 metry oraz mieści 40800 kibiców.
Jako beniaminek w swoim pierwszym pierwszoligowym sezonie 2002/03 UA Maracaibo wygrał turniej Clausura, co dało mu prawo zmierzenia się z mistrzem turnieju Apertura Caracas o mistrzostwo Wenezueli. Po remisie 1:1 u siebie UA Maracaibo przegrał 0:3 na wyjeździe i musiał się zadowolić jedynie wicemistrzostwem, co jak na debiut i tak było wielkim osiągnięciem. Za to tytuł mistrza w sezonie 2004/05 klub zdobył w imponującym stylu wygrywając zarówno turniej Apertura jak i turniej Clausura.